# یوژنیا بوژاک
یوژنیا بوژاک (انگلیسی: Eugenia Bujak؛ زادهٔ ۲۵ ژوئن ۱۹۸۹) دوچرخه‌سوار اهل لهستان است.
وی در مسابقات کشوری و بین‌المللی در مجموع برندهٔ ۱ مدال طلا، ۲ مدال نقره شده‌است.